# Saccarosio:saccarosio fruttosiltransferasi
La saccarosio:saccarosio fruttosiltransferasi è un enzima appartenente alla classe delle transferasi, che catalizza la seguente reazione:
2 saccarosio ⇄ D-glucosio + β-D-fruttofuranosile-(2→1)-β-D-fruttofuranosile α-D-glucopiranoside